# Krastel
Das Dorf Krastel, amtliche Schreibweise bis 6. Dezember 1935: Crastel, liegt inmitten der Mittelgebirgslandschaft des Hunsrück in der Verbandsgemeinde Kastellaun im Rhein-Hunsrück-Kreis, Rheinland-Pfalz.

## Geographie
Der Ort Krastel liegt in einer leichten Hanglage (405 m ü. NHN) auf der Hunsrückhochfläche am Oberlauf des Brühlbaches, einem Zulauf des Wohnrother Baches. Höchste Erhebung ist der Motzenberg mit 455 m ü. NHN. Vom Hauptort getrennt ist der Wohnplatz Heidhof ca. 800 m in östlicher Richtung.

### Nachbarorte
| Mastershausen | Wohnroth und Buch                           | Kastellaun              |
| Reidenhausen  | Kompassrose, die auf Nachbargemeinden zeigt | Bell                    |
| Blankenrath   | Leideneck                                   | Völkenroth und Hundheim |

## Geschichte
Krastel wird im Jahr 1220 in einer Bestandsaufnahme, dem Liber annalium des Erzbistums Trier genannt. Um das Jahr 1310, nach neueren Erkenntnissen des Landeshauptarchiv Koblenz wohl 1330–1335, wird der Ort unter dem Namen Cranstal im Sponheimischen Gefälleregister der Grafschaft Sponheim erwähnt.
Den Ortsnamen Krastel gibt es nur ein Mal in Deutschland. Er geht vermutlich auf die frühere Bedeutung des Wortes Kran zurück. So bezeichneten die Menschen früher niedere Nadelhölzer wie etwa den Wacholder.
Krastel war bis 1974 eine eigenständige Gemeinde. Seit dem 17. März 1974 gehört der Ort zur Ortsgemeinde Bell.

## Politik
Politisch wird der Ortsbezirk Krastel vom Ortsbürgermeister und dem Ortsgemeinderat Bell vertreten, verfügt aber auch über einen eigenen Ortsbeirat und einen Ortsvorsteher. Der Ortsbeirat besteht aus drei Mitgliedern.
Petra Wiegand wurde 2024 Ortsvorsteherin von Krastel.
Ihr Vorgänger war Otmar Hennchen.